# Sotto la foresta di ciliegi in fiore
Sotto la foresta di ciliegi in fiore (Sakura no mori no mankai no shita) è un racconto dello scrittore giapponese Ango Sakaguchi, pseudonimo di Heigo Sakaguchi. Nato da un'esperienza personale dell'autore quando durante la seconda guerra mondiale assistette alla cremazione delle vittime del bombardamento di Tokyo avvenuto sotto un albero di ciliegio, in quel momento il silenzio era diventato inquietante, insopportabile secondo l'autore.

## Trama
Il romanzo narra del rapporto di un bandito che rapisce donne, che rende proprie "mogli", con la sua ultima preda, una donna dalla rara bellezza che ordina al giovane vari atti di crudeltà, ad iniziare dall'eliminazione delle precedenti "mogli". La donna inizia una collezione di teste con cui gioca, quando l'uomo stanco degli ordini impartiti si ribella uccide la donna che si trasforma in petali di ciliegio.

## Adattamenti
Nel 1975 ne è stato realizzata una trasposizione cinematografica per la regia di Masahiro Shinoda. Il racconto è stato inoltre trasposto numerose volte a teatro e in due occasioni sul piccolo schermo: nel 2001 come film per la televisione di NHK e nel 2009 in due puntate della serie animata Aoi Bungaku, per la regia di Tetsurō Araki.

## Edizioni
- Ango Sakaguchi, Sotto la foresta di ciliegi in fiore e altri racconti, a cura di Orsi M. T, Marsilio, 1993.